# Sir Henry Merrivale
Sir Henry Merrivale è un personaggio immaginario creato da Carter Dickson, uno degli pseudonimi utilizzati dallo scrittore statunitense John Dickson Carr (1906-1977). Sir Henry Merrivale, alias H.M., detto anche il Vecchio, è il protagonista di ventidue romanzi gialli pubblicati fra il 1934 e il 1953, tutti incentrati sul tema del delitto impossibile. Le prime storie con H.M. sono abbastanza serie, mentre con il passare del tempo il personaggio diventa più comico e alle volte anche grottesco. La principale fonte di ispirazione per il personaggio di Sir Henry Merrivale è stato il celeberrimo statista inglese Winston Churchill, al quale assomiglia sia fisicamente sia per temperamento.

## Il personaggio
Carter Dickson inserisce nei diversi romanzi della serie alcuni dettagli sulla biografia di H.M.:
- Sir Henry Merrivale Bart., nato nel 1871 e titolare di uno dei più antichi titoli di baronetto d'Inghilterra[1].

- H.M. è sposato, ha due figlie[3].

- Dottore in medicina e avvocato (barrister del King's Council).

- Capo del controspionaggio britannico durante la prima guerra mondiale, H.M. ha mantenuto un ufficio a Whitehall.

- Politica: un tempo fanatico socialista, con il tempo è divenuto un ugualmente fanatico tory.
- Indirizzo: in Brook Street, a Londra.

- Socio del Club Diogene, un circolo palesemente ispirato all'omonimo club citato nel racconto di Sherlock Holmes L'interprete greco (incluso nella raccolta Le memorie di Sherlock Holmes), che annovera tra i propri soci Mycroft Holmes, il fratello di Sherlock.

- H.M. parla correntemente il francese e conosce il latino abbastanza bene da essere in grado di risolvere un cruciverba in quella lingua.[8]

## Opere

### Romanzi con Sir Henry Merrivale
I romanzi con Sir Henry Merrivale sono elencati secondo l'ordine cronologico riportato dalla John Dickson Carr Society.
1. 1934 La casa stregata, (The Plague Court Murders)
2. 1934 Assassinio nell'abbazia (titolo alternativo Sangue al priorato), (The White Priory Murders)
3. 1935 I delitti della vedova rossa (titoli alternativi La camera misteriosa o La vedova rossa), (The Red Widow Murders)
4. 1935 I delitti dell'unicorno, (The Unicorn Murders)
5. 1936 Delitto da burattini, (The Magic Lantern Murders o The Punch and Judy Murders (edizione inglese))
6. 1937 Il mistero delle penne di pavone, (The Peacock Feather Murders o The Ten Teacups (edizione inglese))
7. 1938 L'occhio di Giuda, (The Judas Window)
8. 1938 Il mistero delle cinque scatole (titoli alternativi: Le cinque scatole o Uno strano convegno), (Death in Five Boxes)
9. 1939 Lettore, in guardia!, (The Reader is Warned)
10. 1940 E così fino al delitto, (And So to Murder)
11. 1940 Fantasma in mare, (Nine - and Death Makes Ten o Murder in the Atlantic o Murder in the Submarine Zone(edizione inglese))
12. 1941 Colpite al cuore, (Seeing is Believing o Cross of Murder)
13. 1942 Il lago d'oro, (The Gilded Man o Death and the Gilded Man)
14. 1943 Saper morire, (She Died a Lady)
15. 1944 Perché uccidere Patience?, (He Wouldn't Kill Patience)
16. 1945 La lampada di bronzo, (Curse of the Bronze Lamp o Lord of the Sorcerers (edizione inglese))
17. 1946 Le mie defunte mogli (titolo alternativo Giù la maschera), (My Late Wives)
18. 1948 Il mistero dello scheletro, (The Skeleton in the Clock)
19. 1949 Henry Merrivale e il fantasma di un amore, (A Graveyard to Let)
20. 1950 La vedova beffarda, (Night at the Mocking Widow)
21. 1952 Henry Merrivale e il ladro di Tangeri, (Behind the Crimson Blind)
22. 1953 La coppa del cavaliere, (The Cavalier's Cup)

### Racconti
1. 1947 La casa a Goblin Wood, (The House in Goblin Wood)
2. 1956 L'uomo che spiegava i miracoli, (The Man Who Explained Miracles, titoli alternativi All in a Maze e Ministry of Miracles)

## Film e televisione
Nel Regno Unito la BBC ha prodotto due episodi della serie televisiva Detective tratti da romanzi con H.M.: The Judas Window, da L'occhio di Giuda, andato in onda nel 1964 e diretto da Edgar Wreford, con David Horne nel ruolo di Sir Henry Merrivale e And So to Murder, da E così fino al delitto, trasmesso nel 1969 e diretto da Douglas Camfield, con Martin Wyldeck nella parte di H.M.
In Italia, nel 1982, la RAI ha mandato in onda uno sceneggiato diretto da Paolo Poeti, dal titolo L'occhio di Giuda, tratto dal romanzo omonimo. Il ruolo di Sir Henry Merrivale era interpretato da Adolfo Celi. Del cast facevano parte anche altri attori noti come Daniela Poggi e Gianni Garko.

## Radio
La BBC ha realizzato tre adattamenti radiofonici tratti da romanzi con Sir Henry Merrivale: nel 1957, per la serie "Connoisseurs of Crime", The Judas Window, tratto dal romanzo L'occhio di Giuda, con Norman Shelley nel ruolo di H.M., nel 1958 lo sceneggiato in sei puntate You Have Been Warned, tratto da Lettore, in guardia! con Ralph Truman nel ruolo di H.M. e nel 1959 He Wouldn't Kill Patience, tratto dal romanzo Perché uccidere Patience?, con Felix Felton nella parte di H.M.
La RAI nel 1984 ha mandato in onda su Radiouno, nell'ambito della serie "I martedì della signora omicidi", un radiodramma tratto dal romanzo La casa stregata, per la regia di Giorgio Bandini.